# 伊那飛行場

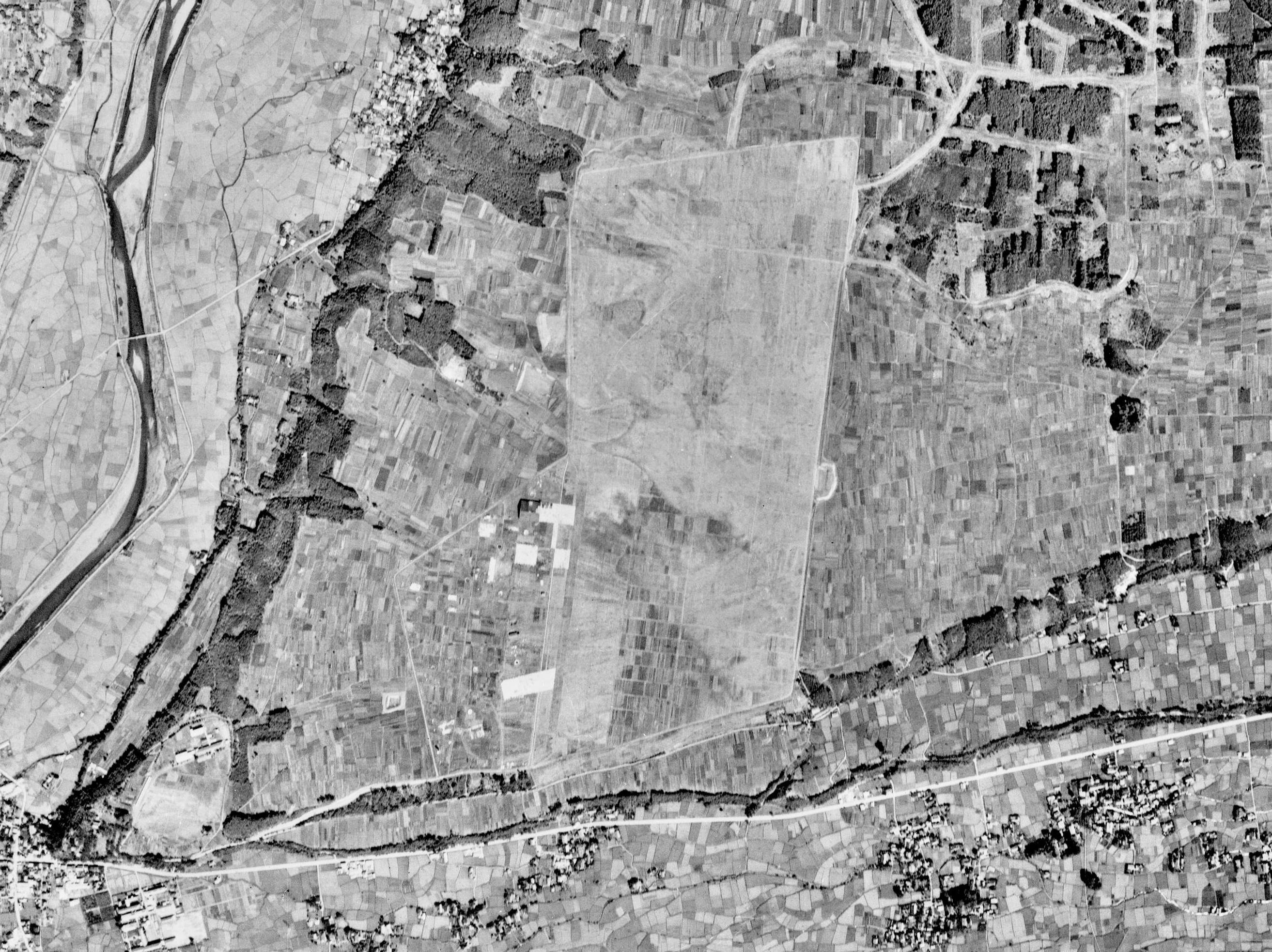
伊那飛行場跡
（1947年撮影）。

伊那飛行場（いなひこうじょう）は、長野県伊那市六道原にかつて存在していた大日本帝国陸軍の飛行場、および同地に残る戦争遺跡。練習機の赤とんぼや、三式戦闘機（飛燕）を使用した少年飛行兵および見習士官の短期教育訓練に使用された。
第二次世界大戦中の1944年（昭和19年）2月から1945年（昭和20年）2月まで飛行場として使用された。
2015年9月18日現在、第二格納庫の基礎および弾薬庫などのみが伊那市の戦争遺跡として現存する。
なお、伊那市による戦争遺跡としての正式名称は「旧陸軍伊那飛行場」である。

## 歴史
1943年（昭和18年）8月、大日本帝国陸軍により現地付近の畑、林の土地を接収し、以後、沢を埋め立てる大規模工事が開始される。同年11月、近在の上伊那地域住民に対し勤労奉仕命令が行われた。
1944年2月、アメリカ軍爆撃機による大都市を目標とした空襲を避けるために埼玉県熊谷市の熊谷陸軍飛行学校の伊那分教所が開設。同年春、近在複数の学校に対し学徒勤労動員令が発令、またこのとき朝鮮人労働者も動員された。
1945年2月、岐阜県の各務原航空工廠の伊那出張所が併設され、また、その後中島飛行機半田工場の疎開に付随し、敷地内で戦闘機を製造する製造工場となった。同年8月、敗戦に伴いアメリカ軍が入り、飛行場廃止。

## 敷地
伊那市六道原の標高約700メートル地点に建設された飛行場で、敷地面積約150ヘクタール (ha)、南北に全長約2,000メートルから2,500メートル、東西幅600から800メートル、滑走路のほか、関連施設として本部、兵舎、格納庫3棟、弾薬庫などを備えた。
滑走路は南北方向に向かい、全長1,300メートル、幅員80メートルを備え、滑走路から誘導路を北の森に誘導し、掩体壕を20か所構築していた。

## 関連書籍
- 久保田誼『伊那谷の青い空に―高校生の追う陸軍伊那飛行場物語』銀河書房、1995年7月。ISBN 978-4874130056。